# Usama ibn Zayd
Usama ibn Zayd (în arabă أُسَامَة ٱبْن زَيْد:; n. 615 d.Hr., Mecca, Provincia Mecca, Arabia Saudită – d. 678 d.Hr., Al-Jurf⁠(d), Arabia Saudită) a fost un musulman timpuriu și companion al profetului islamic Mahomed.
El a fost fiul lui Zayd ibn Harithah, sclav eliberat și fiul adoptat al lui Muhammad și Umm Ayman (Barakah), slujitor al Mahomed.